# Ivalu (Film)
Ivalu ist ein dänischer Kurzfilm von Anders Walter und Pipaluk K. Jørgensen, der im Januar 2023 veröffentlicht wurde und eine Oscarnominierung verbuchen konnte.
Der Kurzfilm basiert auf der preisgekrönten dänischen Graphic Novel Ivalu von Morten Dürr und Lars Horneman.

## Inhalt
„Meine Schwester … mein Blut.“ Als Pipaluk eines Morgens aufwacht, ist ihre ältere Schwester Ivalu verschwunden. Pipaluk sucht an allen möglichen Orten, ohne auf eine Spur von Ivalu zu stoßen. Das Mädchen ist von zu Hause weggelaufen und der alleinerziehende Vater der Schwestern scheint entschlossen zu sein, nichts zu unternehmen. Er steht auf dem Standpunkt, dass die weite grönländische Natur viele Geheimnisse berge. Wie immer trinkt er sein Bier und kümmert sich kaum um etwas. Zwar sieht man der Großmutter der Mädchen an, dass sie sich sorgt, aber tun kann sie wenig bis nichts. Pipaluk will sich damit jedoch nicht zufriedengeben und macht sich auf eigene Faust auf die Suche nach Ivalu. Eigentlich könnte alles so schön sein, denkt sie, denn die dänische Königin hat ihr Kommen in dem kleinen Ort angekündigt und alle Einwohner haben sich im Hafengebiet versammelt, um die Ankunft des königlichen Schiffes nicht zu verpassen. Fröhlich schwenken sie mitgebrachte Fahnen und lächeln. Nur Pipaluk empfindet anders. Das Verschwinden ihrer Schwester macht sie sehr traurig. 
In der Nacht nach dem Verschwinden von Ivalu erscheint Pipaluk im Traum ein Rabe, der ihr verspricht, ihr zu zeigen, wo Ivalu sich versteckt hält. Tatsächlich taucht das Tier bei Tageslicht erneut in Pipaluks Nähe auf. Pipaluk schwänzt daraufhin die Schule und folgt dem Vogel. Vom Dorf weg rennt sie durchs Tiefland dem Meer entgegen in einer mit Eisbergen übersäten Landschaft.
Ihre Gedanken gehen immer wieder zurück zu Ereignissen, die die Mädchen in der Vergangenheit gemeinsam oder auch mit ihrem Vater hatten. Pipaluk folgt dem Raben in einen verbotenen Bereich, einen alten verlassenen Luftwaffenstützpunkt, wo kaputte Lastwagen und Maschinen vor sich hin rosten. Und dann entdeckt sie ihre Schwester, sie hat sich erhängt. Es kristallisiert sich heraus, dass Ivalu ihr Zuhause verlassen hat, weil sie dort körperlicher, seelischer und in schlimmster Konsequenz sexueller Gewalt ausgesetzt war. 

## Produktion, Veröffentlichung

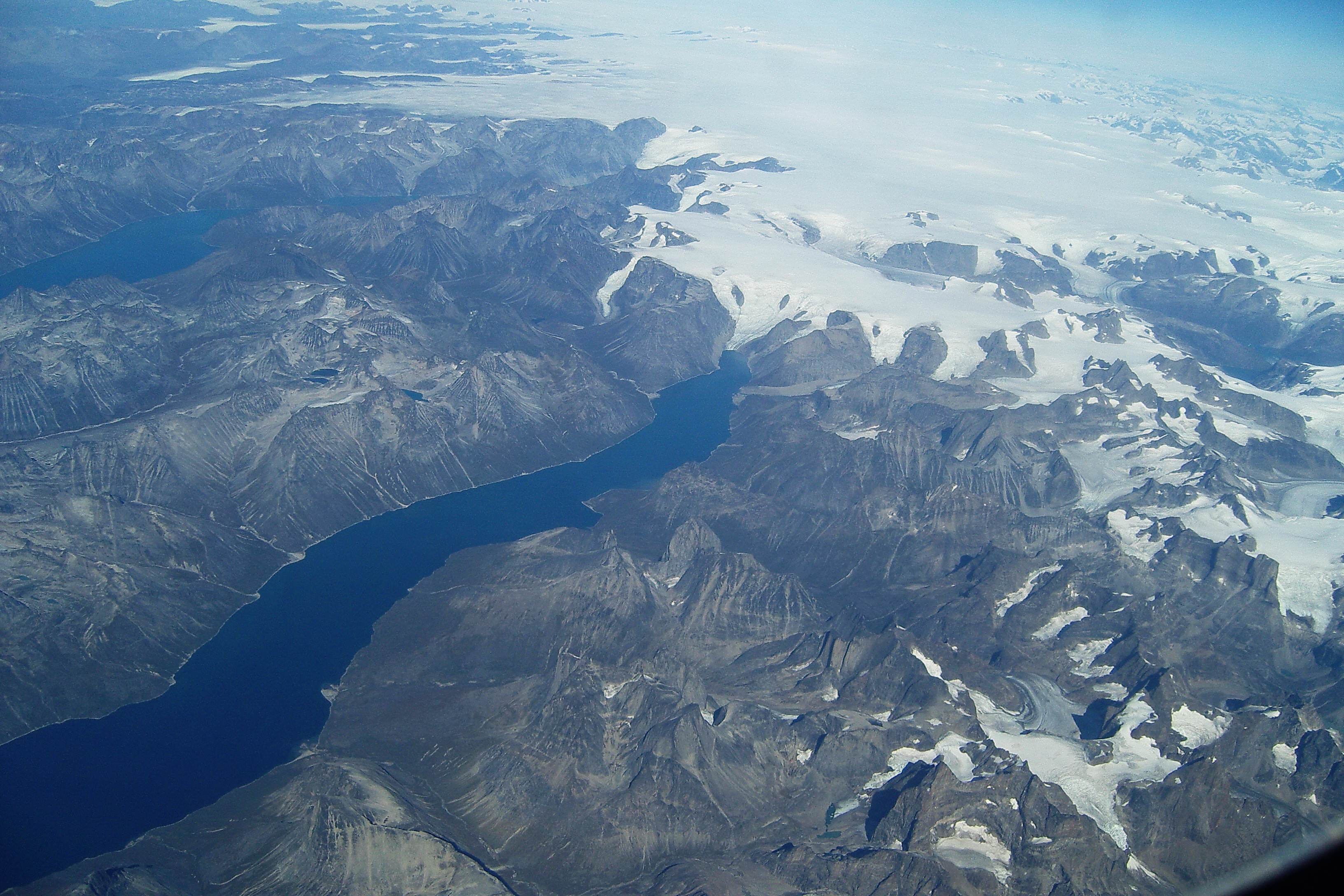
Grönland, wo der Film spielt

Produziert wurde der Film von M&M Productions in Zusammenarbeit mit Hitch A S., Koproduktionsfirma: Polarama Grönland. Die London Flair PR war für die Öffentlichkeitsarbeit zuständig.
Der Film hatte am 22. Januar 2023 beim Flickerfest International Short Film Festival in Australien Premiere. Im Februar 2023 wurde er auf dem Santa Barbara Film Festival vorgestellt.

## Kritik
Alex Brannan befasste sich bei CineFiles mit dem Film, dem er bestätigte, gut aufgenommen zu sein und verschiedene natürliche Umgebungen zu bieten. Die Geschichte sei jedoch spärlich. Auch die Rückblenden trügen wenig dazu bei, die Charaktere auf eine Art zu konkretisieren, die die Linearität der Gegenwart ergänze, geschweige denn, die abrupte und schwerwiegende Wendung in der Handlung des Films kurz vor dessen Ende. Es fehle einfach die Zeit, sich mit dem gewichtigen und ernsten Thema auseinanderzusetzen. Infolgedessen wirke der Film wie eine Tragödie ohne Substanz, in der die meist abwesende Figur Misshandlungen ausgesetzt gewesen sei, die ihre geistige Gesundheit ernsthaft beeinträchtigten.
Bei Eye for Film bewertete Jennie Kermode den Film, dem sie vier von fünf möglichen Sternen gab, und meinte, es seien diese kleinen besonderen Momente, die dem Film seine Intensität verleihen würden, was auch beinhalte, dass ein Schatten über der Suche hänge. Für erwachsene Zuschauer sei die Ursache dieses Schattens nicht schwer zu erraten. Für Pipaluk beginne ein früher Schritt in Richtung Erwachsensein, wenn sie beginne, zu verstehen. Die gestochen scharfe Kinematographie und der engagierte Umgang des Regisseurs mit der Erzählung machten diesen Kurzfilm zu einem, den man nicht vergessen werde.
Rebecca Cherry von Film Carnage rezensierte den Film, dem sie zehn von zehn möglichen Sternen gab, und meinte, dass Ivalu stimmungsvolle, erhabene und wunderschöne Landschaftsaufnahmen biete, die durch einen passenden Sound unterstützt würden. Zur Wirkung, die der Film entfalte, trage auch die von Mila Heilmann Kreutzmann gespielte Pipaluk als Herz und Führer der Geschichte bei, die mit einer so liebenswerten und überraschend weisen Präsenz ausgestattet sei, die über ihr Alter hinausgehe. Das Gesamtpaket sei geprägt von Nachdenklichkeit und verliere sich auch in den härteren Momenten nicht in Details, sondern blicke auf das Ganze. Die Geschichte des Films sei vielschichtig, berührend und herzzerreißend. Es gebe eine brillante Spannung, die unter der Oberfläche verweile, bevor sie mit voller Wucht durchbreche.
Joe Bendel befasste sich bei J. B. Spins mit dem Film. Auch er bestätigte die außergewöhnlichen, teils atemberaubenden Landschaftsbilder Grönlands. Die Geschichte selbst sei eine Art spirituelle Reise des Todes der Unschuld. Bendel lobte ebenfalls die Leistungen von Mila Heilmann Kreutzmann und Nivi Larsen, die hervorragend agieren würden. Es sei ein schöner Film und bei weitem Walters am besten aussehendes Werk.
Auch Abhishek Sharma zeigte sich auf der Seite Film Threat beeindruckt von dem Film, der mit seiner Geschichte und seiner wunderschönen Kinematografie so sehr zu fesseln vermöge, dass man Tränen in die Augen bekomme. Walter habe Ivalu zu einer perfekten Kombination aus einem Mystery-Thriller und einem herzzerreißenden emotionalen Drama gemacht. Auch Sharma hob Kreutzmanns Leistung als Pipaluk hervor. Der Film sei faszinierend und halte den Zuschauer mit seiner mysteriösen Essenz in Bann. Es gebe keinen Moment in diesem Film, in dem man wegschaue, nicht einmal eine Sekunde. Es gebe keinen Preis, der genug wäre, diesen Film zu würdigen, aber er sei ein Anwärter auf großen Zeremonien.
Amarsanaa Battulga lobte den Film auf der Seite View of the Arts (VOA) und stellte fest, dass Autor und Regisseur Anders Walters eine düstere Geschichte über ein Kindheitstrauma gelungen sei. Der Regisseur teile diese geschickt in zwei Hälften und halte die Wahrheit über das, was mit Ivalu passiert ist, lange weitgehend unter Verschluss. Doch sickere die Wahrheit auch vorher durch die Ritzen, was besonders zum schweren Thema der Geschichte passe: Trauma und Verdrängung. Invalu strebe keine untertriebene Behandlung eines ernsten Problems an, stattdessen stelle sich der Film ihm direkt und biete einen rohen und schmerzhaften Blick darauf. Kameramann Rasmus Heise, der fast alle Filme von Walter gedreht habe, fange die raue Landschaft Grönlands wunderbar ein. Diese offene Landschaft von erhabener Schönheit stehe in scharfem Kontrast zu den stillen Schrecken, die sich hinter verschlossenen Türen abspielten. Glücklicherweise leisteten die beiden jungen Schauspielerinnen in ihren ersten Rollen hervorragende Arbeit. Ivalu sei kein Film, der einen in Atem halte, stattdessen sei es ein kraftvoller Film, der einen in seinen Stuhl zurücksinken lasse, weil man sich machtlos und hilflos fühle.

## Auszeichnung
Academy Awards, USA 
- 2023: Nominierung für den Oscar für Anders Walter und Rebecca Pruzan für und mit dem Film in der Kategorie „Bester Kurzfilm“